# Biroul Națiunilor Unite de la Geneva

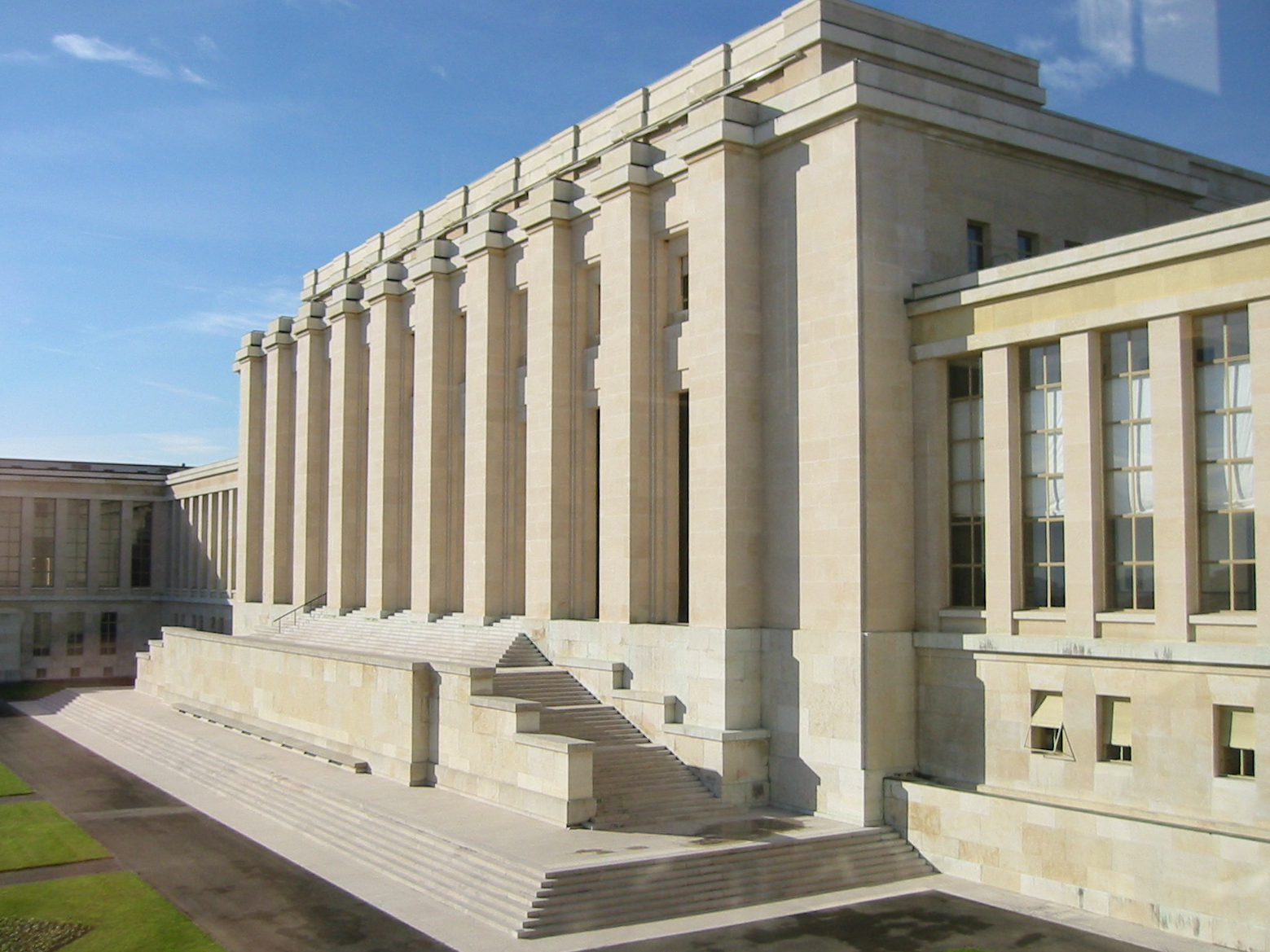
Palatul Națiunilor, Clădirea BNUG

Biroul Națiunilor Unite de la Geneva (BNUG) este cel de-al doilea cel mai mare dintre cele patru mari sedii ale Organizației Națiunilor Unite (al doilea după cel de la New York). Este situat în Palatul Națiunilor, construit pentru Liga Națiunilor între 1929 și 1938 la Geneva, în Elveția, și s-a extins la începutul anilor 1950 și mai târziu în 1960.
Pe lângă administrația Organizației Națiunilor Unite, clădirea găzduiește birourile unui numar de agenții specializate, cum ar fi Organizația Internațională a Muncii și Organizația Mondială a Sănătății.
Organizația Națiunilor Unite și agențiile specializate pot avea și alte birouri sau în afara Palatului Națiunilor, în spații puse la dispoziție de guvernul elvețian.
Palatul Națiunilor este un spațiu extra-teritorial, ne aparținând nici unui stat, asemenea sediului central de la New York al ONU.

## Agenții
Cu sediul în Geneva
- ECE - Comisia Economică pentru Europa
- IBE - Biroul Internațional al Educației
- CPI - Centrul Internațional de Informatică
- OIM - Organizația Internațională a Muncii
- ITU - Uniunea Internațională a Telecomunicațiilor
- ITC - Centrul Internațional de Comerț
- UNAIDS - Programul mixt al Natiunilor Unite privind HIV / SIDA
- OCHA - Biroul pentru Coordonarea Afacerilor Umanitare
- UNHCHR - Oficiul Înaltului Comisariat al Națiunilor Unite pentru Drepturile Omului
- UNHCR - Oficiul Înaltului Comisariat al Națiunilor Unite pentru Refugiați
- UNCC - Organizația Națiunilor Unite de Compensare a Comisiei
- UNCTAD - Conferința Națiunilor Unite pentru Comerț și Dezvoltare
- UNIDIR - Organizația Națiunilor Unite pentru Dezarmare, Institutul de Cercetare
- UNITAR - Institutul Națiunilor Unite pentru formare și cercetare
- UNOPS - Oficiul Națiunilor Unite pentru Servicii de proiect
- UNFPA - Fondul Națiunilor Unite pentru Populație
- UNRWA - Organizația Națiunilor Unite de ajutor și lucrări pentru refugiații palestinieni, Agenția de Apropiere Est-Vest
- UNRISD - Institutul de Cercetare a Națiunilor Unite pentru Dezvoltare Socială
- VNU - Programul Națiunilor Unite pentru voluntarii
- OMS - Organizația Mondială a Sănătății
- OMPI - Organizația Mondială a Proprietății Intelectuale
- WMO - Organizația Meteorologică Mondială

Prezente în Geneva
- AIEA - Agenția Internațională pentru Energie Atomică (Sediul central se află în Viena)
- UNESCO - Organizația Națiunilor Unite pentru Educație, Știință și Organizare Culturală (Sediul central se află în Paris)
- UNIDO - Organizația Națiunilor Unite pentru Dezvoltare Industrială (Sediul central se află în Viena)
- WFP - Programul Alimentar Mondial (sediul central se află în Roma)

## Directorilor generali ai BNUG
1. Pier Pasquale Spinelli, Italia 1957-1968
2. Vittorio Winspeare-Guicciardi, Italia 1968-1978
3. Luigi Cottafavi, Italia 1978-1983
4. Erik Suy, Belgia 1983-1987
5. Jan Martenson, Suedia 1987-1992
6. Antoine Blanca, Franța 1992-1993
7. Vladimir Petrovsky, Rusia 1993-2002
8. Sergei Ordzhonikidze, Rusia 2002-prezent